# Sergey Karjakin
Sergey Aleksandrovich Karjakin (tiếng Ukraina: Сергій Олександрович Карякін, Serhiy Oleksandrovych Karjakin; tiếng Nga: Серге́й Алекса́ндрович Каря́кин; sinh 12 tháng 1 năm 1990) là một đại kiện tướng cờ vua người Nga gốc Ukraina. Karjakin giành ngôi á quân thế giới năm 2016. Anh vô địch thế giới cờ nhanh năm 2012, cờ chớp năm 2016 và vô địch Cúp cờ vua thế giới 2015. Ở các giải đấu lớn anh từng hai lần vô địch Giải cờ vua Na Uy (2013, 2014) và Giải cờ vua Corus năm 2009.
Từng là một thần đồng cờ vua, Karjakin giữ kỷ lục đại kiện tướng trẻ nhất thế giới, lúc 12 tuổi 7 tháng vào năm 2002. Kỷ lục này tồn tại 19 năm đến tháng 6 năm 2021.

## Sự nghiệp

### Thuở ban đầu
Karjakin sớm có những thành công. Năm 10 tuổi cậu vô địch châu Âu lứa tuổi không quá 10 (U10). Năm 2001 khi 11 tuổi cậu vô địch thế giới lứa tuổi U12. Ở giải đấu này cậu đạt 8,5 điểm, xếp trên những đối thủ trở thành kỳ thủ hàng đầu thế giới sau này như Vachier-Lagrave, Andreikin hay Nepomniachtchi. Năm 11 tuổi cậu đạt được danh hiệu kiện tướng quốc tế.

### Đại kiện tướng trẻ nhất trong lịch sử
Karjakin đạt được chuẩn đại kiện tướng đầu tiên tại Giải cờ vua Aeroflot năm 2002. Đến tháng 5 năm 2002, Karjakin đạt chuẩn thứ hai khi đồng vô địch giải Alushta ở Ukraina. Ngày 20 tháng 8 năm 2002, Karjakin hoàn thành chuẩn thứ ba tại một giải cờ ở Sudak. Elo của anh lúc đó đã đạt 2523, tức thỏa điều kiện trên 2500 nên anh trở thành đại kiện tướng trẻ nhất thế giới trong lịch sử ở độ tuổi 12 tuổi 7 tháng. Kỷ lục này tồn tại 19 năm đến khi Abhimanyu Mishra trở thành đại kiện tướng ở độ tuổi 12 tuổi 4 tháng vào năm 2021.

### Tranh ngôi vô địch thế giới
Lần đầu tiên Karjakin tham dự một Giải đấu Ứng viên là năm 2014, với tư cách về nhì chuỗi Grand Prix 2012-13. Tại giải đấu này anh đạt 7,5 điểm / 14 ván (+3 =9 –2), xếp hạng nhì sau Anand.
Karjakin tiếp tục lọt vào Giải đấu Ứng viên cho trận tranh ngôi năm 2016. Lần này với tư cách nhà vô địch Cúp cờ vua thế giới 2015. Anh vô địch giải đấu với 8,5/14 điểm (+4 =9 –1), trở thành nhà thách đấu vua cờ hiện tại Carlsen.
Trong trận tranh ngôi vua cờ tháng 11 năm 2016, Karjakin hòa Carlsen 7 ván đầu tiên và thắng ván 8, dẫn điểm 4½–3½. Tuy nhiên đến ván 10 Carlsen thắng lại và cân bằng tỉ số 5–5. Trận đấu 12 ván hòa 6–6 và phải thi đấu cờ nhanh để phân thắng bại. Thi đấu 4 ván cờ nhanh, Karjakin thua 1–3 và Carlsen tiếp tục giữ ngôi vua cờ.
Với việc là á quân năm 2016, Karjakin có suất dự Giải đấu Ứng viên 2018. Ở giải đấu này anh xếp hạng ba, kém nhà vô đich Caruana 1 điểm.
Năm 2021, sau khi lọt vào chung kết Cúp cờ vua thế giới 2021, Karjakin giành quyền tham dự Giải đấu Ứng viên 2022. Tuy nhiên ở lần thứ hai chơi chung kết Cúp thế giới, anh chỉ giành ngôi á quân sau khi thua Duda 0,5–1,5.

### Các giải đấu quốc tế
Ở Giải cờ vua Tata Steel, Karjakin từng 10 lần được mời tham dự bảng đấu cao nhất. Thành tích tốt nhất của anh là chức vô địch năm 2009, khi giải còn mang tên Corus. Anh đạt 8/13 điểm (+5=6–2), hơn nhóm thứ hai nửa điểm. Ngoài ra anh còn giành hạng nhì năm 2014 và hạng ba năm 2013.
Tháng 5 năm 2013, Karjakin vô địch Giải cờ vua Na Uy lần đầu tiên được tổ chức, với 6½/9 điểm (+6=1−2), hơn Carlsen nửa điểm. Năm 2014 anh bảo vệ được chức vô địch giải này với 6/9 điểm (+4=4–1), tiếp tục hơn Carlsen nửa điểm.
Karjakin nhiều lần tham dự Giải cờ vua Shamkir. Thành tích tốt nhất của anh là đồng hạng nhì năm 2019.
Trong hệ thống giải Grand Chess Tour, Karjakin được mời tham dự 3 lần vào các năm 2017, 2018 và 2019. Thành tích tốt nhất của anh là hạng 5 chung cuộc năm 2019.

### Các giải đấu nhanh chớp
Năm 2012 Karjakin vô địch cờ nhanh thế giới ở Astana. Đây là giải cờ nhanh thế giới đầu tiên do FIDE chính thức tổ chức. Giải chỉ gồm 16 kỳ thủ đấu vòng tròn gồm 10 kỳ thủ mời, 3 kỳ thủ qua vòng loại và 3 kỳ thủ đặc cách. Karjakin vô địch với 11,5 điểm (+10 -2 =3), hơn á quân Carlsen 1 điểm.
Năm 2016 Karjakin vô địch cờ chớp thế giới. Sau 21 vòng đấu, anh cùng Carlsen đạt 16,5 điểm nhưng giành ngôi vô địch nhờ hơn hệ số phụ. Năm 2017, Karjakin một lần nữa đứng trên podium Giải vô địch cờ chớp thế giới khi về hạng nhì, sau Carlsen. Ở giải này anh đạt 14,5/21 điểm (+10–2=9), kém Carlsen 1,5 điểm, đồng điểm với Anand nhưng xếp trên do hơn hệ số phụ.

### Các giải đấu đồng đội
Karjakin khoác áo Ukraina tại Olympiad cờ vua từ năm 2004, khi mới 14 tuổi. Ngay lần tham dự đầu tiên, Karjakin đã có được huy chương vàng đồng đội và huy chương vàng cá nhân bàn dự bị 2, với thành tích 7 ván bất bại (+6=1), hiệu suất thi đấu (Rp) lên đến 2929. Sau 3 lần tham dự Olympiad với Ukraina, anh chuyển sang Nga. Kể từ đó, anh đã 5 lần khoác áo Nga tham dự Olympiad. Với Nga, Karjakin có thêm hai huy chương bạc và hai huy chương đồng đồng đội, một huy chương vàng cá nhân bàn 2 năm 2010, bất bại sau 10 ván (+6=4) với Rp 2859 và một huy chương đồng cá nhân. Là một kỳ thủ có lối đánh chắc chắn, anh có tỉ lệ thua ở Olympiad thấp, tính đến sau năm 2018 chỉ 4/76 ván đã thi đấu.
Anh cũng đã giành huy chương vàng đồng đội với Nga tại Giải vô địch cờ vua đồng đội thế giới vào năm 2013 và 2019.

## Đời tư
Tháng 7 năm 2009, khi mới 19 tuổi, Karjakin cưới kiện tướng nữ Kateryna Dolzhikova. Tuy nhiên hai người chia tay chỉ sau hai năm rưỡi chung sống.
Tháng 5 năm 2014, Karjakin lấy vợ lần thứ hai. Vợ anh là Galiya Kamalova, thư ký liên đoàn cờ vua Moskva. Hai người có hai con trai vào cuối năm 2015 và 2017.